# Travesuras de Guillermo
Travesuras de Guillermo es un libro de relatos escrito por Richmal Crompton en 1922, perteneciente a la serie de Las aventuras de Guillermo.

## Argumentos
Guillermo va al cine – Guillermo recibe un chelín de su tía por unos recados. Compra “bolas de grosella” y va al cine. Al regresar, empuja sin querer a su padre, quien le tira al suelo los caramelos, que se llenan de tierra. Da uno a su vecina Juanita, que enferma por esto; cree que su hermana Ethel y Juanito Morgan se aman, pero él ama en realidad a una amiga de ella, y les concierta una cita; e imita a un pintor visto en el cine, quitando la pintura vieja a la puerta de su habitación con una cerilla y un .
Guillermo es un entrometido – Ethel organiza una merienda campestre para que su hermano Roberto y la señorita Cannon no padezcan la intromisión de Guillermo. Pero este, disfrazado del indio “Mano Roja”, montado en la bicicleta de su hermano Roberto, que es incapaz de parar una vez ha empezado a rodar, y jaleado por un grupo de niños, llega hasta allí, pasa sobre el mantel y los emparedados y cae a un río, siendo rescatado por un barquero.
Guillermo se convierte en botones – Harto de los reproches familiares, Guillermo marcha en busca de fortuna. Cansado y hambriento llama al timbre de una casa. El mayordomo le confunde con el nuevo botones. Limpia varios cuchillos y embadurna con betún unas botas; reprendido, estampa en la cara del mayordomo el cepillo con betún. Huyendo, entra en el salón, resbala y cae, tirando al invitado de los señores, que no es otro que su propio padre.
¡Enamorado! – Guillermo se enamora de su maestra, la señorita Drew. La oye decir que le gustan las lilas. En el suyo y en los jardines cercanos solo encuentra rosas. Las consigue robándolas de una casa. Pero la señorita Drew le dice que no soporta su olor; las flores que le gustan son las rosas. Decepcionado, su amor se desvanece y el interés por los estudios se torna desidia.
Los Proscritos – Dispuesto a reunirse con sus amigos Enrique, Douglas y Pelirrojo, Guillermo es requerido por su madre para que saque a pasear en su cochecito al hijo de la señora Butler. Fastidiado, así lo hace, aunque lo lleva consigo a la reunión, excusando que lo ha raptado para pedir un rescate. El niño es devuelto a su madre hecho unos zorros con la comida que cada Proscrito había llevado.
El primero de año de Guillermo – El dueño de una tienda de caramelos le pide la mano a su amada cada primero de año. Ante la tardanza de su sobrino, que está enfermo, acude a su cita anual dejando a Guillermo al frente de la tienda. A su regreso, no le importa que éste se haya comido y regalado un montón de caramelo, pues su amada ha aceptado al fin su petición de matrimonio.
Guillermo, paje de boda -  Guillermo y su prima Dorita se sienten humillados al ser vestidos con trajes de satén blanco para hacer de pajes en la boda de su prima Sybil Grant. Imitando a su primito Miguel, ambos se sientan en un sillón empapado por éste de zumo de naranja, con lo que evitan ir a la boda en el último momento.
La función – Los Proscritos organizan en la habitación de Guillermo una exhibición de animales para ganar dinero con el que comprar arcos y flechas. Pero el centro de interés se vuelve hacia la tía de Guillermo, cuyos ronquidos suenan en la habitación contigua. Al despertarse, la tía Emilia, indignada al verse rodeada de niños, abandona la casa, para satisfacción del padre de Guillermo, a quien no castiga por la función.
“Jumble” – Guillermo se encuentra en la calle a Jumble, un perro mezcla de mil razas. Lo toma como mascota para disgusto de sus padres. El perro pertenece a un pintor errante y a su hija, quien, decidida a adquirir un perro mejor, se lo da a Guillermo. El pintor convence a sus padres para que se lo quede.
Cuestión de gramática – Dos negativos, en la misma frase, equivalen a un sí, aprende Guillermo en la escuela. Aprovechando la ausencia de sus familiares, organiza una fiesta en su casa, invitando a toda su clase, pese a que su padre se lo había prohibido utilizando dos negativos en la misma frase, lo que para Guillermo equivale a un consentimiento. Pronto la fiesta degenera en estropicio.
Guillermo ingresa en la “Asociación de la Esperanza” – La señora De Vere Carter consigue que los cuatro Proscritos ingresen en una Asociación, lo que avergüenza a los niños. En una breve ausencia de la señora, Guillermo y sus amigos hacen que los otros niños reunidos se comporten como una jauría, para horror de la señora De Vere Carter.
Conspiración fracasada – El joven Jaime French, por la ayuda que Guillermo le presta para entablar amistad con su hermana Ethel, a la que el joven ama, le regala un par de ratas blancas, las cuales causan horror a la familia, incluida Ethel, y hacen que, enterados estos de quién se las ha regalado, miren con malos ojos a un desesperado Jaime.